# Noordhofpolder
De Noordhofpolder is een polder ten noorden van Kloosterzande, behorende tot de Polders van Hontenisse en Ossenisse.
Omstreeks 1200 aangelegd als Besloten Noortpolder, werd ze later Noordhofpolder genoemd, naar een uithof dat de monniken van de Abdij Ten Duinen hier oprichtten, naast het reeds bestaande Hof te Zande. Nog steeds bestaat er een boerderij van die naam.
Midden in deze polder bevindt zich de buurtschap Noordstraat. Het deel van de polder ten westen van Noordstraat wordt wel aangeduid als Klein Lammersvelde in het zuiden, en Groot Lammersvelde in het noorden. De polder heeft een oppervlakte van 223 ha.
De polder werd getroffen door de dijkdoorbraak in de Wilhelmuspolder, op 12 maart 1906.
Burghpolder · Clinge- en Kieldrechtpolders · Clingepolder · Dullaertpolder · Eekenissepolder · Graauwsche Polders · Havenpolder · Hertogin Hedwigepolder · Hoof- en Molenpolder · Hooglandpolder · Kieldrechtpolders · Kievitpolder · Kleine Molenpolder · Koningin Emmapolder · Langendampolder · Louisapolder · Mariapolder (Hulst) · Melopolder · Mispadpolder · Molenpolder (Hulst) · Nijspolder · Noordhofpolder · Oude Graauwpolder · Oudelandpolder · Polders tussen Lamswaarde en Hulst · Polders van Hontenisse en Ossenisse · Saaftingepolders · Saeftingepolder · Ser-Pauluspolder · Stoofpolder · Van Alsteinpolder · Vitshoek · Willem-Hendrikspolder · Zandpolder · Zoutepolder